# Don't Move To Finland
Don't Move to Finland är en singelskiva från 2005 av den svenska musikgruppen Deltahead med två låtar som också finns på deras debutalbum Deltahead.

## Låtlista
1. "Don't Move to Finland!"
2. "My Mama Was Too Lazy to Pray"